# 中村平治
中村 平治（なかむら へいじ、1931年8月21日 - 2021年3月17日）は、日本のインド史学者、東京外国語大学アジア・アフリカ言語文化研究所名誉教授。
長野県諏訪郡ちの町（現茅野市）生まれ。本名・平次。

## 略歴
長野県諏訪清陵高等学校を経て、1951年、東京外国語大学東京外事専門学校英語科卒。1955年、東京外国語大学インド語科卒。1957年、東京大学社会科学研究科国際関係論修士課程修了、東京大学東洋文化研究所助手（1963年まで）。1958年から1960年にかけて、デリー大学に学ぶ。1965年、東京外国語大学専任講師。1967年に助教授、1973年に教授へ昇任。1994年、定年退官、名誉教授。専修大学文学部教授。2002年、退職。
2021年3月17日、老衰のため、死去。89歳没。

## 著書
- 『ネルー』センチュリーブックス. 人と思想 清水書院発行、1966. ISBN 978-4389420321
- 『現代インド政治史研究』 東京大学出版会発行、1981.11. ISBN 978-4130210409
- 『インド史への招待』歴史文化ライブラリー 吉川弘文館発行、1997.12. ISBN 978-4642054270

## 編著
- 『インド現代史の展望』 編. 青木書店発行、1972. . NCID BN01903554
- 『アジア1945年 「大東亜共栄圏」潰滅のとき』桐山昇共編. 青木書店発行、1985.9. . NCID BN00670417
- 『現代インドの展望』 古賀正則、内藤雅雄共編 岩波書店発行、1998.5.ISBN 978-4000006538
- 『南アジアの歴史 複合的社会の歴史と文化』 内藤雅雄共編 2006.7. 有斐閣アルマISBN 978-4641122918

## 翻訳
- 『インド その人々の歴史』全訳世界の歴史教科書シリーズ アルジュン・デーウ共訳. 帝国書院発行、1981.4. . NCID BN01618183
- 『インドの共産主義と民族主義』 M.N.ローイとコミンテルン J.P.ヘイスコックス 内藤雅雄共訳 岩波現代選書発行 ISBN 978-4000047821
- 『近代アジアのフェミニズムとナショナリズム』 クマーリ・ジャヤワルダネ 監修. 新水社発行、2006.5.ISBN 978-4883850884

## 参考
- 「中村平治教授 : 年譜と著作目録」『アジア・アフリカ言語文化研究』第46-47巻、東京外国語大学アジア・アフリカ言語文化研究所、1994年、541-544頁、hdl:10108/23918、ISSN 0387-2807。
- 「中村平治教授略歴・業績目録」『専修史学』第33号、専修大学歴史学会、2002年、8-11頁、ISSN 03868958、CRID 1520853833499724160。